# Un sommeil d'ours
Pour plus de détails, voir Fiche technique et Distribution.
Un sommeil d'ours (Bearly Asleep) est un dessin animé de la série des Donald produit par Walt Disney pour RKO Radio Pictures sorti le 19 août 1955.

## Synopsis
Donald est garde forestier dans un parc national. L'hiver étant arrivé, celui-ci ferme le parc aux visiteurs et les ours vont hiberner. Mais l'un d'eux, dans la précipitation, se retrouve exclu de leur abri hivernal…

## Fiche technique
- Titre original : Bearly Asleep
- Titre français : Un sommeil d'ours
- Série : Donald Duck
- Réalisateur : Jack Hannah
- Scénario : David Detiege et Al Bertino
- Animateur : Bob Carlson, Al Coe et Volus Jones
- Layout : Yale Gracey
- Background : Ray Huffine
- Effets visuels : Dan McManus
- Musique: Oliver Wallace
- Voix : Clarence Nash (Donald) et James MacDonald (l'ours Nicodème)
- Producteur : Walt Disney
- Société de production : Walt Disney Productions
- Distributeur : RKO Radio Pictures
- Date de sortie : 19 août 1955
- Format d'image : couleur (Technicolor)
- Son : Mono (RCA Photophone)
- Durée : 6 min
- Langue : (en)
- Pays :  États-Unis

## Voix françaises
- Sylvain Caruso : Donald Duck

## Titre en différentes langues
D'après IMDb :
- Suède : Björnarnas vinteride, Kalle Anka i björnparken et Kalle Anka som björnvaktare